# Ben Sandford
Ben Sandford (ur. 12 marca 1979 w Rotorua) – nowozelandzki skeletonista, dwukrotny uczestnik zimowych igrzysk olimpijskich, brązowy medalista mistrzostw świata.

## Życie prywatne
Ukończył Rotorua Boys’ High School, a następnie studia prawnicze na Uniwersytecie Wiktorii.

## Przebieg kariery
Międzynarodową karierę rozpoczął w 2002 roku. Kilkukrotnie plasował się w czołowej dziesiątce zawodów Pucharu Świata. Po raz pierwszy miało to miejsce 10 listopada 2005 w Calgary, kiedy to zajął siódme miejsce. W grudniu tego roku był 10. w Igls, w styczniu 2006 uplasował się na ósmym miejscu w Königssee, a w grudniu 2006 na szóstym miejscu w Lake Placid. W 2007 roku był ósmy w Calgary, dziesiąty w Park City i siódmy w Lake Placid. Rok później zajął 9. miejsce w Cesanie i czwarte w Winterbergu. W listopadzie 2009 roku uplasował się na ósmym miejscu w Lake Placid. W styczniu 2010 zajął dziewiąte miejsce w Königssee. 28 stycznia 2011 w Sankt Moritz po raz pierwszy w karierze stanął na podium zawodów Pucharu Świata, zajmując trzecią pozycję. W lutym tego samego roku był piąty w Cesanie. W styczniu 2012 w Sankt Moritz po raz drugi w karierze stanął na podium PŚ, tym razem plasując się na drugim miejscu. W listopadzie 2012 był ósmy w Lake Placid i dziesiąty w Whistler, a w grudniu zajął dziewiąte miejsce w Winterbergu. W styczniu 2013 był siódmy w Altenbergu, a w lutym tego roku zajął ósme miejsce w Soczi. Najwyższe miejsce w klasyfikacji generalnej zajął w sezonie 2007/2008, kiedy był dziesiąty.
W lutym 2006 roku po raz pierwszy w karierze wystąpił na zimowych igrzyskach olimpijskich. W ślizgu mężczyzn zajął wówczas dziesiąte miejsce. Cztery lata później ponownie wystąpił na zimowych igrzyskach i tym razem ukończył rywalizację na jedenastej pozycji. W 2010 roku w Vancouver pełnił rolę chorążego reprezentacji Nowej Zelandii podczas ceremonii zamknięcia igrzysk.
W 2012 roku, jako drugi Nowozelandczyk w historii, zdobył medal mistrzostw świata w skeletonie. Dwadzieścia lat po sukcesie swojego wuja Bruce’a Sandforda (mistrz świata z 1992 roku z Calgary), zdobył brązowy medal mistrzostw świata w Lake Placid.

## Osiągnięcia

### Igrzyska olimpijskie
| Rok i miejsce   | Konkurencja | Zjazd 1 | Zjazd 2 | Zjazd 3 | Zjazd 4 | Czas łączny | Miejsce | Strata | Zwycięzca      | Źródło |
| --------------- | ----------- | ------- | ------- | ------- | ------- | ----------- | ------- | ------ | -------------- | ------ |
| 2006, Turyn     | Ślizg       | 59,16   | 58,60   | –       | –       | 1:57,76     | 10.     | 1,88   | Duff Gibson    | [ 11 ] |
| 2010, Vancouver | Ślizg       | 53,11   | 53,32   | 52,90   | 53,26   | 3:32,59     | 11.     | 2,86   | Jon Montgomery | [ 12 ] |

### Mistrzostwa świata
| Rok i miejsce      | Konkurencja | Zjazd 1 | Zjazd 2 | Zjazd 3 | Zjazd 4 | Czas łączny | Miejsce | Strata | Zwycięzca            | Źródło |
| ------------------ | ----------- | ------- | ------- | ------- | ------- | ----------- | ------- | ------ | -------------------- | ------ |
| 2004, Königssee    | Ślizg       |         |         |         |         |             | 21.     |        | Duff Gibson          | [ 2 ]  |
| 2005, Calgary      | Ślizg       | 57,02   | 57,43   | 57,16   | 56,79   | 3:48,40     | 13.     | 3,88   | Jeff Pain            | [ 13 ] |
| 2007, Sankt Moritz | Ślizg       | 1:10,26 | 1:10,85 | 1:09,92 | 1:10,25 | 4:41,28     | 19.     | 5,02   | Gregor Stähli        | [ 14 ] |
| 2008, Altenberg    | Ślizg       | 58,93   | 59,49   | 59,86   | 1:00,38 | 3:58,66     | 13.     | 3,95   | Kristan Bromley      | [ 15 ] |
| 2011, Königssee    | Ślizg       | 51,99   | 51,63   | 52,42   | 51,94   | 3:27,98     | 12.     | 4,28   | Martins Dukurs       | [ 16 ] |
| 2012, Lake Placid  | Ślizg       | 54,31   | 55,20   | 54,76   | 55,23   | 3:39,50     | 3.      | 2,41   | Martins Dukurs       | [ 17 ] |
| 2013, Sankt Moritz | Ślizg       | 1:08,87 | 1:09,32 | 1:09,18 | 1:08,78 | 4:36,15     | 11.     | 3,80   | Aleksandr Trietjakow | [ 18 ] |

### Puchar Świata

#### Miejsca w klasyfikacji generalnej
| Sezon     | Punkty | Miejsce |
| --------- | ------ | ------- |
| 2002/2003 |        |         |
| 2003/2004 | 44     | 20.     |
| 2004/2005 | 30     | 32.     |
| 2005/2006 | 234    | 12.     |
| 2006/2007 | 188    | 19.     |
| 2007/2008 | 1032   | 10.     |
| 2008/2009 | 388    | 21.     |
| 2009/2010 | 940    | 13.     |
| 2010/2011 | 616    | 17.     |
| 2011/2012 | 690    | 17.     |
| 2012/2013 | 852    | 16.     |